# Список населённых пунктов Воротынского района Нижегородской области
| Образование                 | Населённые пункты в составе образования |
| --------------------------- | --- |
| Рабочий посёлок Воротынец   | р. п. Воротынец |
| Рабочий посёлок Васильсурск | р. п. Васильсурск сл. Хмелёвка |
| Белавский сельсовет         | с. Белавка с. Березов Майдан |
| Каменский сельсовет         | с. Каменка п. Кузьмияр |
| Красногорский сельсовет     | п. Красная Горка с. Ахпаевка с. Быковка д. Липовка с. Львово д. Николаевка д. Ольгино д. Сарайки                                                        |
| Михайловский сельсовет      | с. Михайловское с. Разнежье |
| Огнев-Майданский сельсовет  | с. Огнёв-Майдан с. Покров-Майдан д. Крутцы п. Новая Жизнь д. Покровка с. Елвашка п. Красные Языки п. Красный Восток п. Юрты                             |
| Отарский сельсовет          | с. Отары п. Казанский п. Калиновец п. Лысая Гора с. Осинки п. Петровский п. Сосенки п. Шереметьево                                                      |
| Семьянский сельсовет        | с. Семьяны д. Агрофенино с. Ивановка п. Нефедиха д. Никольское п. Новинки д. Александровка с. Кекино д. Ледырь д. Староникольское д. Тришкино с. Шокино |
| Фокинский сельсовет         | с. Фокино д. Белогорка д. Карповка п. Приволжский с. Сомовка                                                                                            |
| Чугуновский сельсовет       | с. Чугуны п. Алексеевский д. Варварино д. Калитка с. Криуши д. Надеждино п. Южный                                                                       |

## Источник
Населённые пункты Воротынского района